# Eucycloptilum parvum
Eucycloptilum parvum är en insektsart som beskrevs av Lucien Chopard 1961. Eucycloptilum parvum ingår i släktet Eucycloptilum och familjen Mogoplistidae. Inga underarter finns listade i Catalogue of Life.